# Józef Montwiłł
Józef Montwiłł (ur. 18 marca 1850 w Mitianiszkach, zm. 20 lutego 1911 w Wilnie) – polski ziemianin, bankier, działacz społeczny i filantrop, poseł do Dumy Państwowej.

## Życiorys
Ukończył w 1872 roku Wydział Prawa Uniwersytetu Petersburskiego, później studiował socjologię i ekonomię na uniwersytetach w Berlinie, Wiedniu i Krakowie. Przez pewien czas zarządzał dobrami rodzinnymi na Litwie, w latach 80. XIX wieku rozpoczął pracę jako dyrektor Banku Ziemiańskiego w Wilnie. Wkrótce stał się także członkiem władz tamtejszego Banku Handlowego.
W latach 1893−1905 był radnym wileńskiej rady miejskiej, w 1897 roku został wybrany na prezydenta miasta, ale władze carskie nie zatwierdziły go na tym stanowisku. Był znany z działalności społecznej i charytatywnej, założył między innymi Szkołę Tkacką "Biruta" w Szatach i Towarzystwo Artystyczne "Lutnia", współuczestniczył w powstaniu Wileńskiego Towarzystwa Rolniczego, Towarzystwa Przyjaciół Nauk, Towarzystwa Muzeum Nauki i Sztuki, Towarzystwa Opieki nad Dziewczętami, Towarzystwa Opieki nad Dziećmi i Towarzystwa Urządzania Mieszkań, był prezesem Miejskiego Kuratorium Opieki nad Biednymi i Rady Nadzorczej Polskiego Towarzystwa "Oświata".
W 1907 roku został posłem do III Dumy. Brał udział w pracach komisji finansowej i agrarnej. Reprezentował nurt ugodowy, w 1908 roku wziął udział w zjeździe neoslawistów w Pradze. Zmarł po krótkiej chorobie w Wilnie i został pochowany na cmentarzu Na Rossie. Pomnik Józefa Montwiłła, autorstwa Bolesława Balzukiewicza (1911), stoi przed kościołem Wniebowzięcia Najświętszej Maryi Panny przy ulicy Trockiej w Wilnie. Pomimo sporządzenia projektu pomnika już w 1911 roku, pomnik ten został odsłonięty dopiero 9 października 1932 roku.
W 1989 założono Fundację Kultury Polskiej na Litwie im. Józefa Montwiłła.

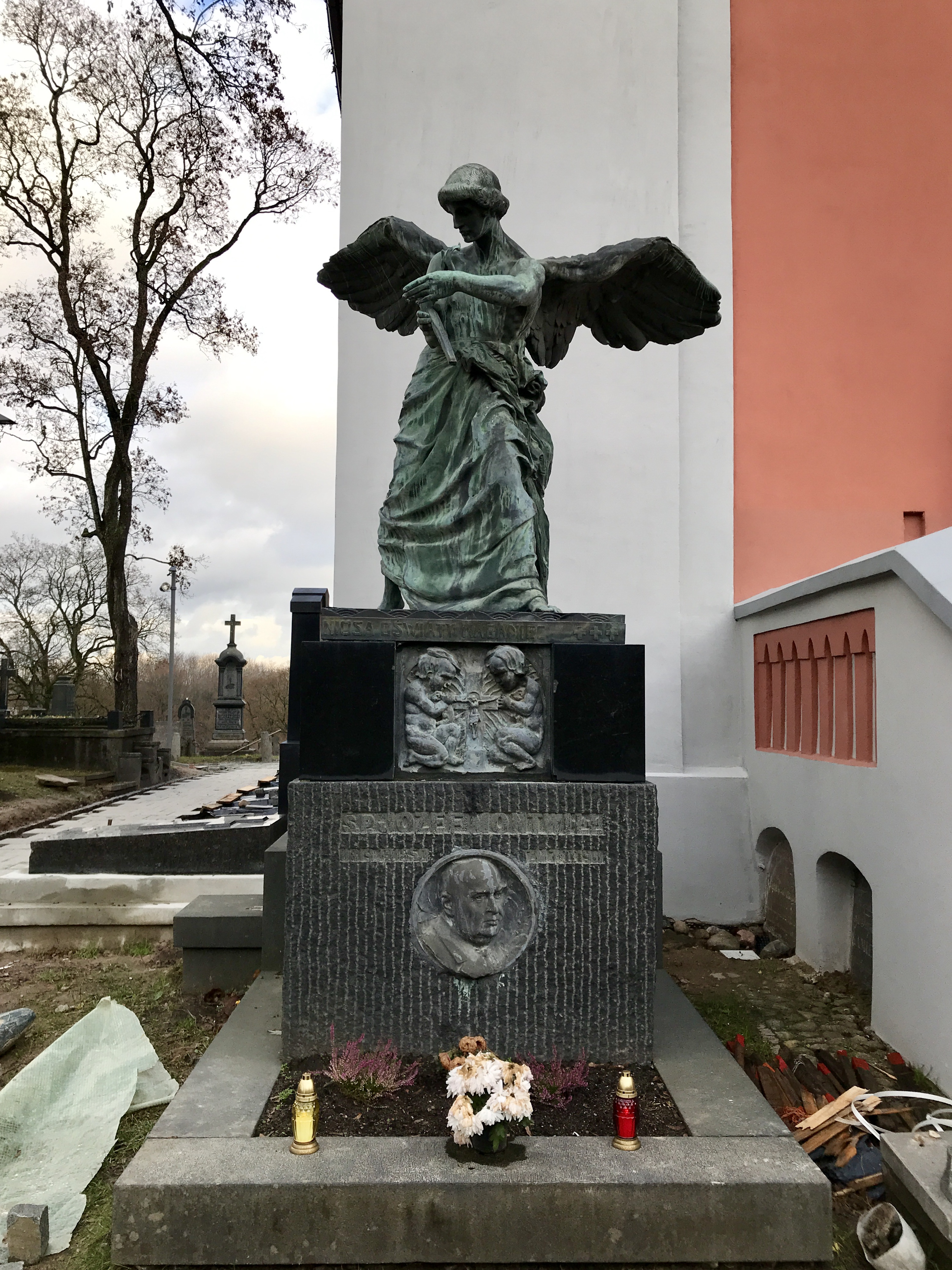
Nagrobek Józefa Montwiłła na cmentarzu Na Rossie w Wilnie (2019)